# Leichtathletik-Länderkampf der Frauen 1962 Polen – BR Deutschland
| 9. Leichtathletik-Länderkampf mit bundesdeutscher Beteiligung 1962 | 9. Leichtathletik-Länderkampf mit bundesdeutscher Beteiligung 1962 |                      |
| ------------------------------------------------------------------ | ------------------------------------------------------------------ | -------------------- |
|                                                                    |                                                                    |                      |
| Ländervergleich der Frauen: Polen – BR Deutschland                 |                                                                    |                      |
| Austragungsort                                                     | Posen                                                              |                      |
| Wettbewerbe                                                        | 10                                                                 |                      |
| Datum                                                              | 14. Oktober 1962                                                   |                      |
| 1. POL 2. FRG                                                      | 59 Punkte 47 Punkte                                                |                      |
| Chronik                                                            |                                                                    |                      |
| ← FRG-POL (M)                                                      | FRG-Südamerika (M) →                                               | FRG-Südamerika (M) → |

Im neunten Vergleich des Länderkampfjahres 1962 trugen die Frauen ihre einzige Begegnung des Jahres aus. Am 14. Oktober traten sie in Posen zu ihrem fünften Vergleich mit Polen an. Drei Mal hatten die deutschen Leichtathletinnen gewonnen, im letzten Aufeinandertreffen 1960 hatte es in Lüneburg ein Unentschieden gegeben. Auch die Männer trugen an diesem Wochenende einen Länderkampf mit demselben Gegner aus, der jedoch in der Bundesrepublik Deutschland stattfand.

## Wettbewerbe und Modus
Auf dem Programm standen exakt die damaligen zehn olympischen Frauendisziplinen. Bei vielen Länderkämpfen kam zu diesen Wettbewerben der 400-Meter-Lauf dazu, der 1964 ins Frauenprogramm der Olympischen Spiele aufgenommen, hier jedoch nicht ausgetragen wurde. Die Wertung erfolgte in den Einzeldisziplinen und Staffeln nach dem Standardsystem.

## Ergebnis
Im Aufeinandertreffen der Frauen dieser beiden Länder ging es nicht ganz so eng zu wie im Vergleich der Männer am selben Wochenende, den die polnischen Athleten mit zwei Punkten Vorsprung gewannen. Hier in Posen lagen die Polinnen im Laufbereich vorn. Dort entschieden sie drei Läufe jeweils mit Doppelerfolgen für sich, während die bundesdeutschen Sportlerinnen nur den 800-Meter-Lauf gewannen. Auch die Staffel gingen an Polen. Das Ergebnis in den Sprüngen war geteilt, Deutschland siegte im Hochsprung, Polen im Weitsprung. Von den Wurf-/Stoßwettbewerben sicherte sich Deutschland zwei Disziplinen, Polen eine. So mussten auch die bundesdeutschen Frauen mit 47 zu 59 Punkten ihre erste Niederlage gegen Polen hinnehmen.

## Resultate

### 100 m
| Platz | Athletin         | Land | Zeit (s) |
| ----- | ---------------- | ---- | -------- |
| 1     | Teresa Ciepły    | POL  | 11,7     |
| 2     | Maria Piątkowska | POL  | 11,9     |
| 3     | Erika Pollmann   | FRG  | 12,1     |
| 4     | Barbara Kumpel   | FRG  | 12,6     |

### 200 m
| Platz | Athletin         | Land | Zeit (s) |
| ----- | ---------------- | ---- | -------- |
| 1     | Barbara Sobotta  | POL  | 24,1     |
| 2     | Elżbieta Szyroka | POL  | 24,5     |
| 3     | Helga Henning    | FRG  | 24,9     |
| 4     | Johanna Gaiser   | FRG  | 25,6     |

### 800 m
| Platz | Athletin             | Land | Zeit (min) |
| ----- | -------------------- | ---- | ---------- |
| 1     | Veronika Kummerfeldt | FRG  | 2:12,8     |
| 2     | Krystyna Nowakowska  | POL  | 2:13,0     |
| 3     | Anita Wörner         | FRG  | 2:13,3     |
| 4     | Janina Hase          | POL  | 2:16,0     |

### 80 m Hürden
| Platz | Athletin         | Land | Zeit (s) |
| ----- | ---------------- | ---- | -------- |
| 1     | Teresa Ciepły    | POL  | 10,6     |
| 2     | Maria Piątkowska | POL  | 10,7     |
| 3     | Inge Schell      | FRG  | 11,2     |
| 4     | Jutta Stöck      | FRG  | 11,4     |

### 4 × 100 m Staffel
| Platz | Besetzung      | Land                                                            | Zeit (s) |
| ----- | -------------- | --------------------------------------------------------------- | -------- |
| 1     | Polen          | Maria Piątkowska Barbara Sobotta Elżbieta Szyroka Teresa Ciepły | 45,5     |
| 2     | BR Deutschland | Inge Schell Helga Henning Erika Pollmann Maria Jeibmann         | 47,5     |

### Hochsprung
| Platz | Athletin          | Land | Höhe (m) |
| ----- | ----------------- | ---- | -------- |
| 1     | Heidemarie Hummel | FRG  | 1,63     |
| 2     | Jarosława Bieda   | POL  | 1,60     |
| 3     | Ilia Hans         | FRG  | 1,60     |
| 4     | Barbara Owczarek  | POL  | 1,60     |

### Weitsprung
| Platz | Athletin            | Land | Weite (m) |
| ----- | ------------------- | ---- | --------- |
| 1     | Elżbieta Krzesińska | POL  | 5,93      |
| 2     | Rosita Herms        | FRG  | 5,75      |
| 3     | Halina Krzyżańska   | POL  | 5,67      |
| 4     | Wilma Fabert        | FRG  | 5,54      |

### Kugelstoßen
| Platz | Athletin         | Land | Weite (m) |
| ----- | ---------------- | ---- | --------- |
| 1     | Stefania Kiewken | POL  | 14,77     |
| 2     | Marlene Klein    | FRG  | 14,45     |
| 3     | Sigrun Grabert   | FRG  | 13,66     |
| 4     | Ursula Figwer    | POL  | 09,10     |

Für Polen trat die eigentliche Speerwerferin Ursula Figwer an, wodurch sich der Weitenunterschied zu den Konkurrentinnen erklärt.

### Diskuswurf
| Platz | Athletin           | Land | Weite (m) |
| ----- | ------------------ | ---- | --------- |
| 1     | Kriemhild Hausmann | FRG  | 52,09     |
| 2     | Kazimiera Rykowska | POL  | 49,25     |
| 3     | Marlene Klein      | FRG  | 48,19     |
| 4     | Zyta Mojek         | POL  | 47,73     |

### Speerwurf
| Platz | Athletin           | Land | Weite (m) |
| ----- | ------------------ | ---- | --------- |
| 1     | Anneliese Gerhards | FRG  | 49,03     |
| 2     | Teresa Trukawinska | POL  | 47,42     |
| 3     | Ursula Figwer      | POL  | 46,87     |
| 4     | Ilse Junghänel     | FRG  | 46,07     |

Datum: 24. Juni